# Eastern Airways
Eastern Airways è una compagnia aerea regionale inglese fondata nel 1997, che opera prevalentemente voli a breve raggio all'interno del Regno Unito, voli charter e noleggi chiavi-in-tasca per conto di altre compagnie. Gli aeroporti principali da cui effettua i propri voli sono East Midlands, Humberside e Newquay in Inghilterra, oltre ad Aberdeen in Scozia.

## Storia

### I primi anni
Eastern Airways è stata fondata nel novembre 1997, effettuando il primo volo all'inizio del mese seguente tra gli aeroporti di Humberside e Aberdeen con un Fairchild Metro noleggiato. Nel febbraio 1999 assorbiva le attività di linea di Air Kilroe, ottenendo così un certificato di operatore aereo e potendo acquistare i primi aeromobili, dei British Aerospace Jetstream 32 e poi i più capienti Jetstream 41.
A partire dal 2010, Eastern Airways iniziava a espandere la flotta con i primi aerei a getto, gli Embraer ERJ 135. Essendo dotati di maggiore autonomia e capacità, questi bireattori hanno permesso di ampliare la rete di collegamenti di linea e di voli charter. Decisione presa con tempismo perché, poco dopo, veniva incorporato quanto rimaneva della collassata Air Southwest.
Nel 2014 Bristow Helicopters ha acquistava il 60% delle azioni di Eastern Airways, con l'intento di facilitarne lo sviluppo coordinando le operazioni delle due entità; tuttavia, a causa di difficoltà finanziarie, l'intera partecipazione era ceduta all'indietro nel maggio 2019.

### Attività recenti
A partire dal 29 ottobre 2017, Eastern Airways iniziava a operare alcuni collegamenti per conto di Flybe, che fino a quel momento si era affidata a Loganair. L'aerolinea tentava a sfruttare l'occasione per inaugurare autonomamente anche nuove rotte ed espandersi nel mercato scozzese, ma a causa dell'eccessiva concorrenza della localmente imbattibile Loganair fu costreatta a terminarle già nel 2018.
A seguito del fallimento di Flybe nel marzo del 2020, Eastern Airways è tornata ad operare autonomamente, cercando di sfruttare il vuoto nel mercato regionale e rilevando le rotte in precedenza operate dalla defunta. Nonostante molti di questi collegamenti siano stati interrotti dopo pochi mesi perché non davano risultati incoraggianti, Eastern continua ad esercire la rotta tra Newquay e Londra-Gatwick in regime di continuità territoriale.

## Flotta

### Flotta attuale

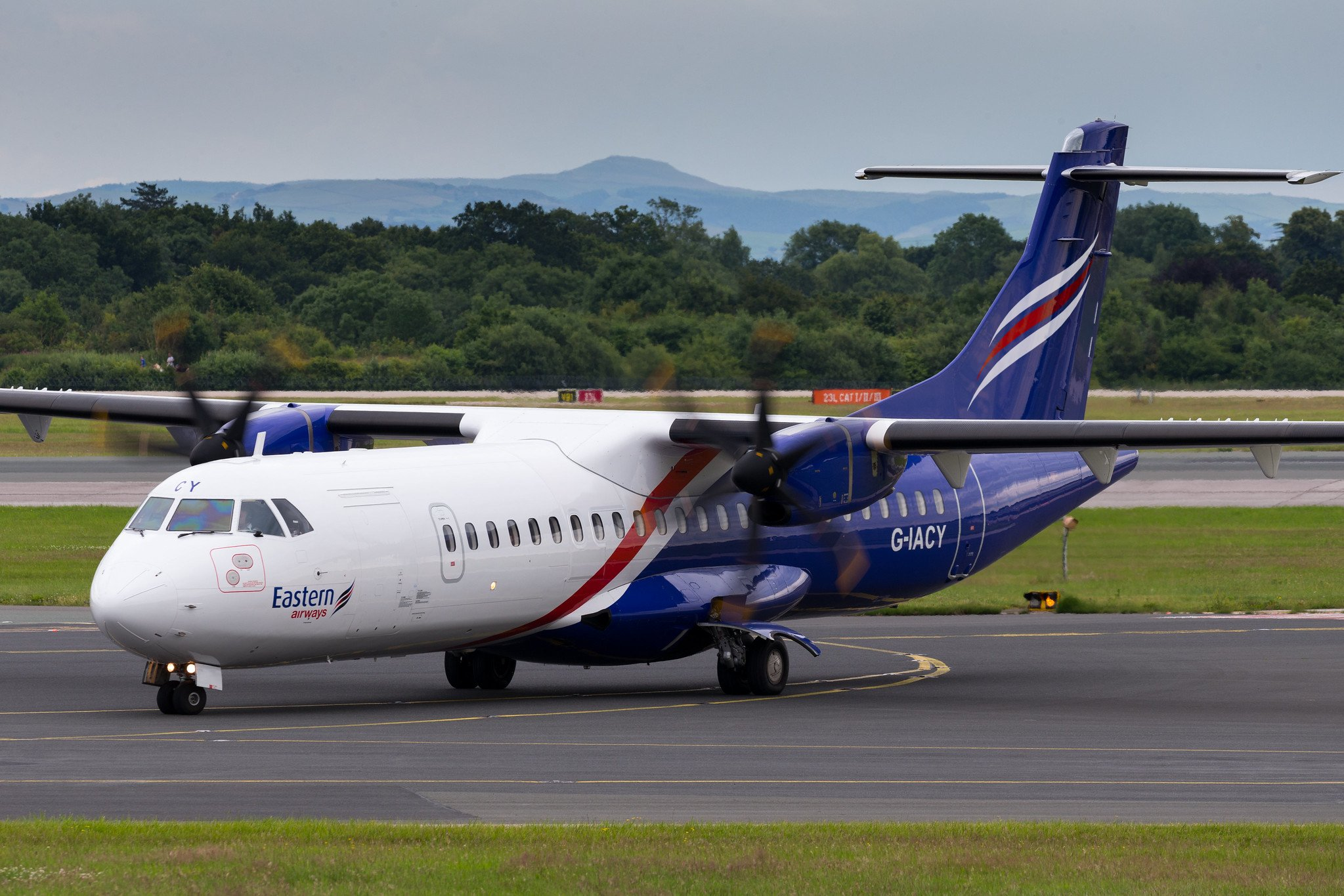
Un ATR 72.

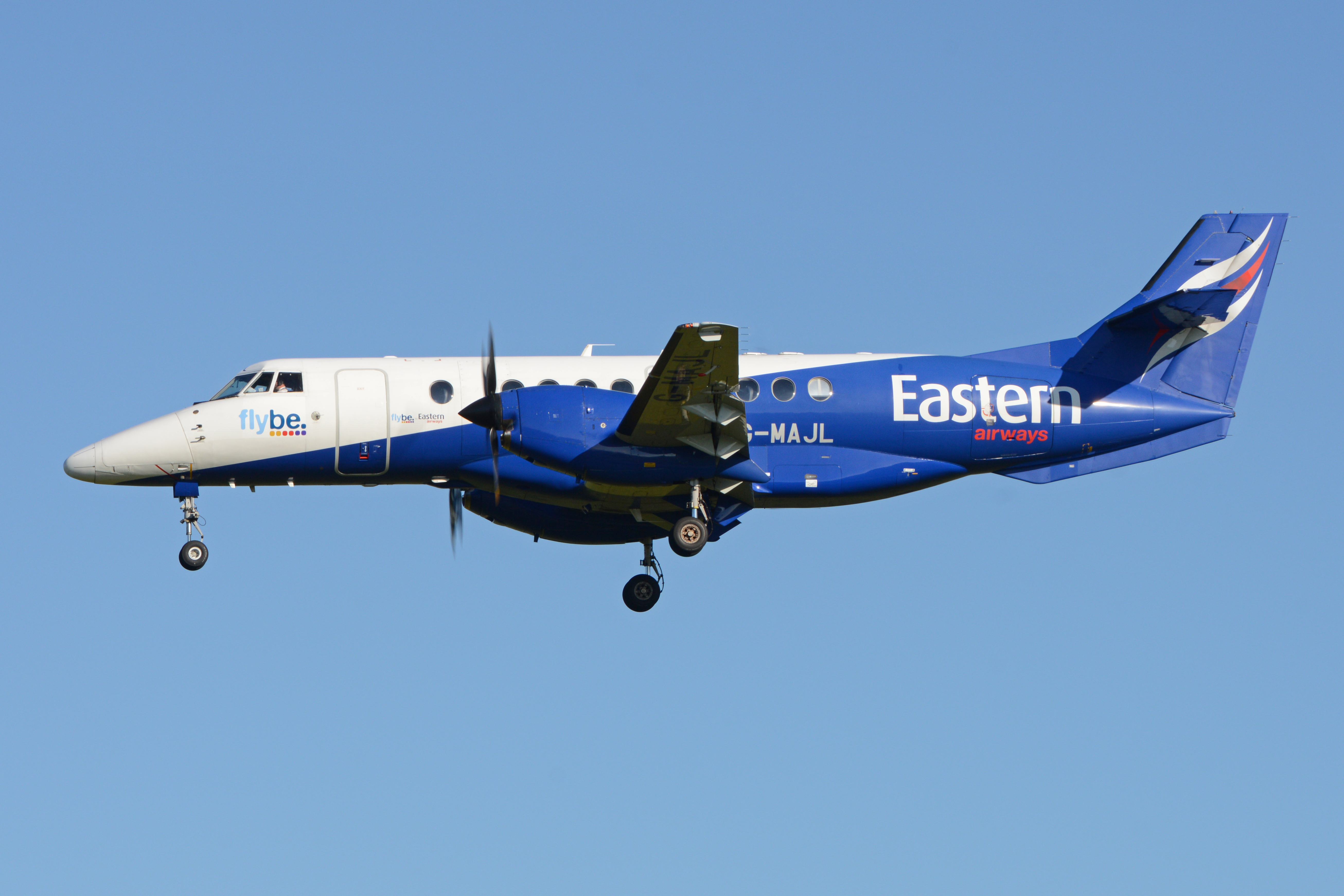
Un Jetstream 41.

Ad agosto 2024, la flotta di Eastern Airways era composta dai seguenti tipi di aerei:

### Flotta storica

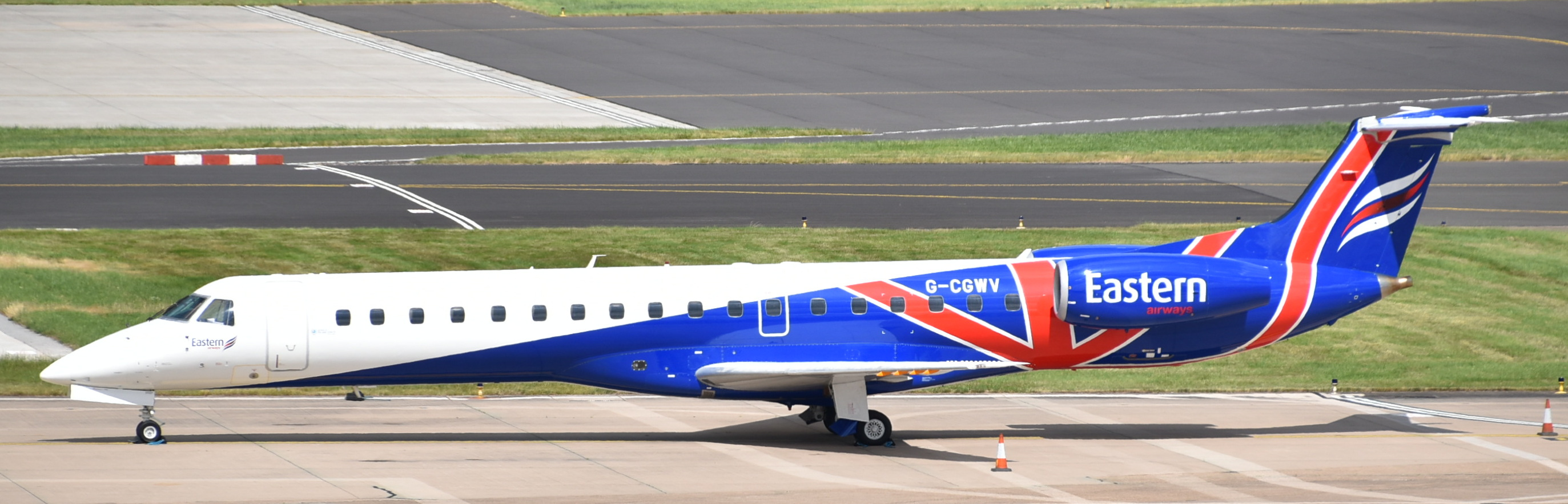
Un Embraer ERJ 145.

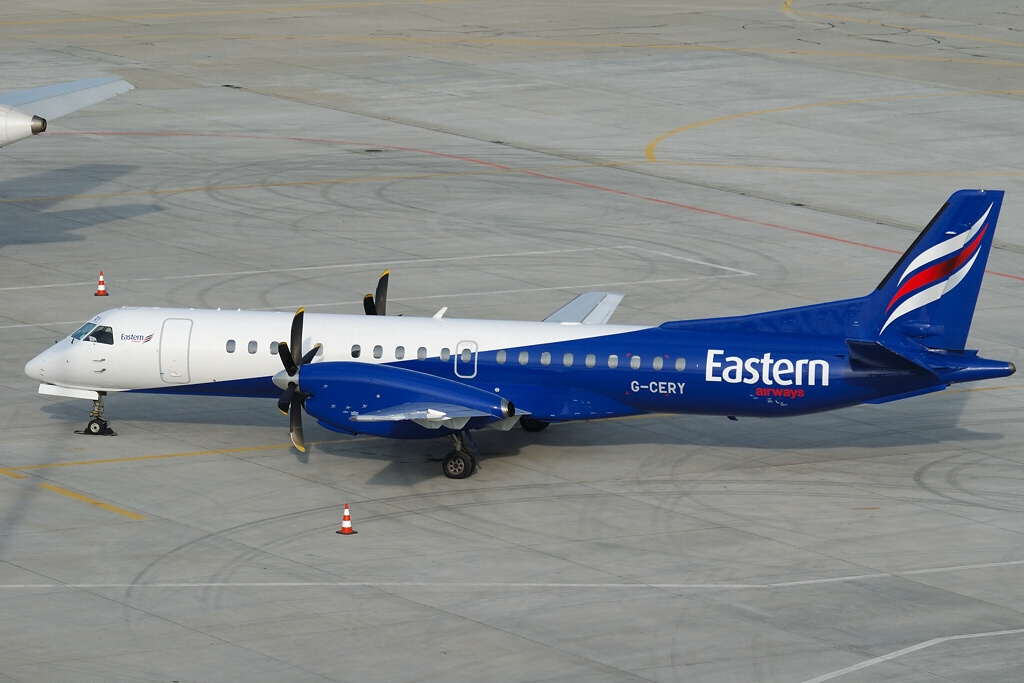
Un Saab 2000.

Eastern Airways ha operato in precedenza con i seguenti aeromobili: